# Madoqua piacentinii
Il dik-dik argentato è una piccola specie di antilope diffusa nella regione del corno d'Africa, concentrata perlopiò nella zona costiera della Somalia.
Misura circa 50 cm di lunghezza e pesa fino a 3 kg. Il mantello è bruno rossiccio nel quarto anteriore e sul collo e grigio argentato nel quarto posteriore e sulla groppa. La parte superiore della testa è color grigio argento, la parte inferiore bruno-rossiccio. Le orecchie e le zampe presentano peli striati di nero.
Si pensa che la popolazione di questi animali sia in declino a causa della caccia, della diminuzione dell'habitat e della guerra civile in Somalia.